# Universitätsvogtei Weilimdorf

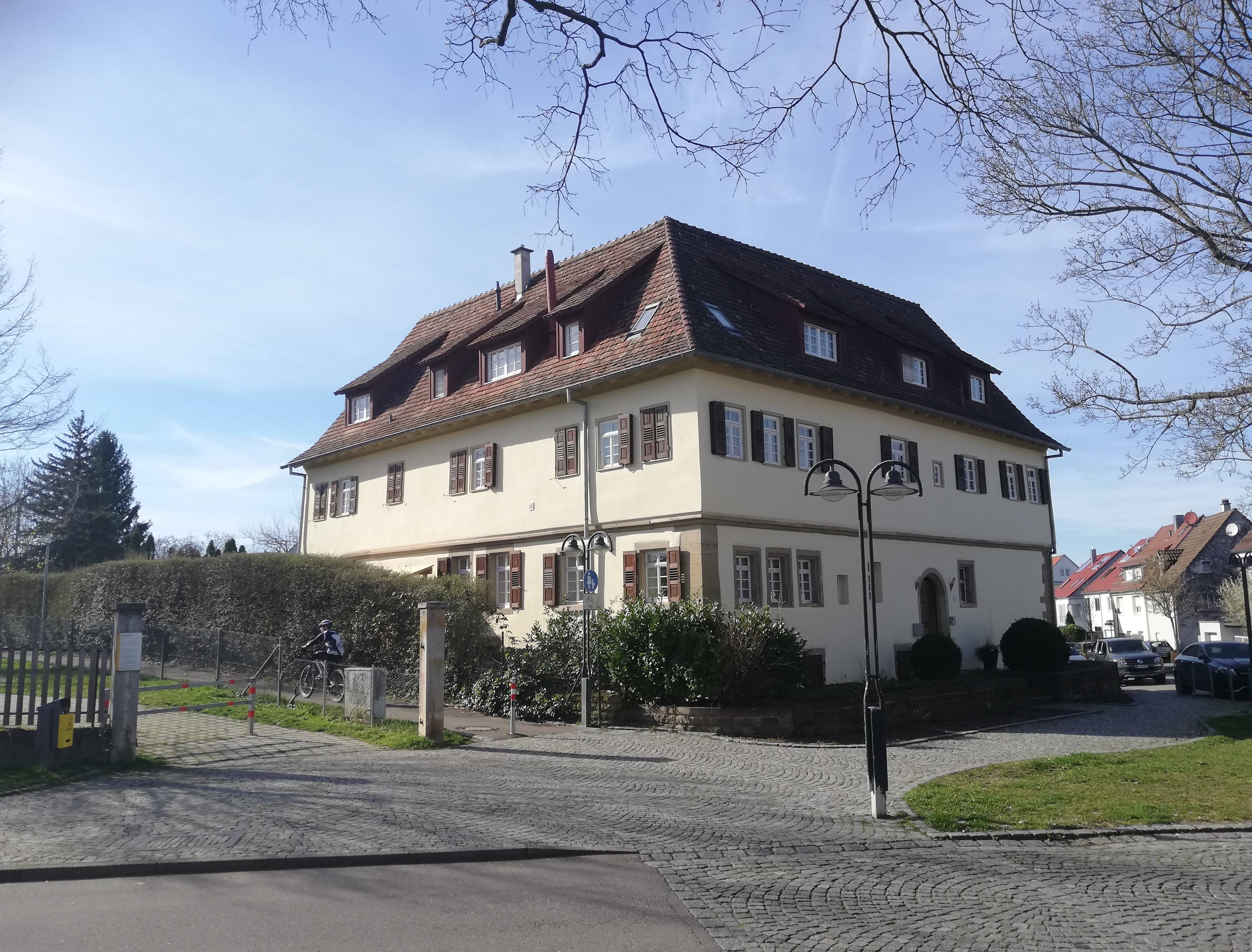
Ehemalige Universitätsvogtei in Weilimdorf

Die ehemalige Vogtei der Universität Tübingen im Stuttgarter Stadtteil Weilimdorf ist ein Baudenkmal nach § DSchG BW.

## Geschichte
Das zweigeschossige Barockgebäude mit der Adresse Ditzinger Straße 19 wird 1716 erstmals urkundlich erwähnt und wohl 1786 umgebaut. Es war bis ins 19. Jahrhundert Wohn- und Amtssitz des Universitätspflegers der Universität Tübingen, der 1477 die Einkünfte des Chorherrenstifts Sindelfingen in der Gemeinde zugestanden worden waren. Heute befindet sich das Haus in Privatbesitz.
Nach einem mächtigen Lindenbaum auf dem Vorplatz wurde das Haus im Volksmund auch als Die Linde bezeichnet. Im Zuge des Ausbaus der früher dort vorbeiführenden Bundesstraße 295 (Ditzinger Straße) wurde die Linde Ende der 1960er Jahre beseitigt und später durch einen Ahorn ersetzt.